# Samia (geslacht)
Samia is een geslacht van vlinders uit de familie van de nachtpauwogen (Saturniidae). De Global Lepidoptera Names Index van het Natural History Museum accepteert tien soorten in dit geslacht. Het geslacht wordt in de zijdeveredelingsliteratuur soms Philosmia genoemd. Samia cynthia en andere Samia-soorten worden al lang in China gefokt voor commerciële zijdeteelt.

## Kenmerken
Deze grote vlinders hebben relatief kleine lichamen. De voorvleugels zijn kleigeel tot olijfbruin. Aan de basis van de voorvleugels hebben ze een witte band die sterk naar het lichaam gericht is en aan de buitenkant een zwarte rand heeft. De band strekt zich uit tot het discale gebied en eindigt in een langwerpige maanvlek. Dit is transparant en dun omrand in wit aan de rand die naar de voorkant van de vleugel is gericht. Daarachter is de plek opgevuld met een breed kleigeel. De maanvlek scheidt een witte schijfvormige band ernaast aan de buitenkant in twee delen die iets naar het lichaam toe buigen, die aan de binnenkant zwart en aan de buitenkant roodviolet zijn. De vlinders, rupsen en cocons lijken op die van het nauw verwante geslacht Attacus.

## Verspreiding
Het geslacht werd oorspronkelijk verspreid in Azië. Deze zeer flexibele dieren werden ook geïntroduceerd voor de zijdeteelt in Europa en Noord- en Zuid-Amerika, waar ontsnapte dieren nu stabiele populaties in het wild hebben gevormd, zoals in Frankrijk, Italië, Uruguay en de Verenigde Staten van Amerika.

## Taxonomie en systematiek
Het aantal soorten in het geslacht is discutabel. Er zijn auteurs die ervan uitgaan dat alleen Samia cynthia de soortstatus moet krijgen.

## Soorten
- Samia abrerai Naumann & Peigler, 2001
- Samia canningi (Hutton, 1859)
- Samia ceramensis (Bouvier, 1927)
- Samia cynthia (Drury, 1773)
- Samia fulva Jordan, 1911
- Samia insularis (Snellen von Vollenhoven, 1862)
- Samia kohlli Naumann & Peigler, 2001
- Samia luzonica (Watson, 1914)
- Samia naessigi Naumann & Peigler, 2001
- Samia naumanni U. Paukstadt, Peigler & L. Paukstadt, 1998
- Samia peigleri Naumann & Naessig, 1995
- Samia pryeri (Butler, 1878)
- Samia ricini (Donovan, 1798)
- Samia tetrica (Rebel, 1924)
- Samia treadawayi Naumann, 1998
- Samia vandenberghi (Watson, 1915)
- Samia vaneeckei Watson, 1913
- Samia walkeri Felder, 1862
- Samia wangi Naumann & Peigler, 2001
- Samia watsoni (Oberthuer, 1914)
- Samia yayukae U. Paukstadt, Peigler & L. Paukstadt, 1993